# Czeczełewe
Czeczełewe (ukr. Чечелеве) – wieś na Ukrainie, w obwodzie połtawskim, w rejonie krzemieńczuckim. W 2001 liczyła 1958 mieszkańców, wśród których 1805 wskazało jako ojczysty język ukraiński, 143 rosyjski, 1 białoruski, 7 ormiański, a 2 inny.